# Il grande paese
Il grande paese (The Big Country) è un film western del 1958 diretto da William Wyler.

## Trama
Il comandante di marina James McKay si innamora (ricambiato) a Baltimora della graziosa e irruente Patricia Terrill, figlia di un ranchero del West, l'ex maggiore Henry Terrill. La ragazza torna a casa e i due si lasciano con la promessa che lui la raggiungerà per presentarsi al padre e chiederla in moglie. Arrivato dopo svariati mesi nel villaggio di San Rafael, nel Nuovo Messico, McKay viene accolto entusiasticamente sia dalla fidanzata sia dal futuro suocero, ma non così dal fattore del ranch, Steve Leech, giovane e rude cowboy che nutriva qualche speranza riguardo alla figlia del padrone, vedovo e privo di eredi maschi. 
La situazione al ranch è tesa. Tre sono le grosse proprietà terriere del luogo: quella del maggiore; quella degli Hannassey, famiglia patriarcale diretta dal rude Rufus che comanda a bacchetta i quattro scapestrati figli, il peggiore dei quali è Buck, violento, attaccabrighe e sottaniere, in fondo codardo e poco intelligente, e infine quella dei Maragon, il cui ultimo discendente è la graziosa maestra di scuola Julie, cara amica di Patricia, che sta lasciando andare in rovina la proprietà non essendo in grado di gestirla da sola. Ma quest'ultima terra ha un prezioso requisito: un rio che ha perennemente acqua, anche nella stagione secca, al quale si abbeverano per antica consuetudine, favorita dal nonno di Julie, le bestie di chiunque, comprese le mandrie degli Hannassey. Vani sono stati fino ad ora i tentativi dei due vicini per ottenerne la vendita da parte di Julie. Il maggiore Terrill, vuole soprattutto entrare in possesso dell'unica fonte d'acqua e far morire di sete le bestie dei suoi rivali, costringendoli ad andarsene, e allo stesso modo gli Hannassey vogliono quella terra per evidenti motivi di sopravvivenza.
Alla prima passeggiata in calesse dei futuri sposi, i quattro Hannassey decidono di dare il benvenuto al nuovo arrivato, strappandolo dal calesse con i lazo e trascinandolo con i cavalli. McKay minimizza l'accaduto parlandone con il futuro suocero ma il maggiore Terrill decide di 
approfittare di quanto è successo per organizzare una spedizione punitiva al ranch rivale. Il patriarca è in giro con i suoi bovini e i giovani sono a far baldoria in paese. Gli uomini di Terrill prendono a revolverate un serbatoio d'acqua, fanno scappare i cavalli dal recinto e in paese picchiano tre dei quattro giovani che avevano offeso McKay mentre il quarto, Buck, appena gettato fuori di casa da una delle tante gonnelle cui sta dietro, si nasconde nel fondo di un carro guardandosi bene dall'intervenire.
Intanto i rapporti fra James e Patricia si guastano. La ragazza giudica il fidanzato troppo mite e remissivo, sia per aver minimizzato l'affronto degli Hannassey, sia per le provocazioni che riceve nello stesso ranch da Steve Leech che non perde occasione per provocarlo. Non si rende conto che la dirittura morale e la forza di carattere di McKay lo rendono di gran lunga superiore a tutti gli altri. Quando McKay esce da solo a cavallo per un'escursione di un paio di giorni viene giudicato dalla fidanzata e dagli altri un inetto che sicuramente si perderà 
nelle loro terre sconfinate. Invece l'uomo è un esperto capitano di mare e non ha nessun problema a orientarsi con la bussola che ha con sé. Così gli uomini del maggiore, comandati da un seccatissimo Leech, partono alla sua ricerca. McKay invece sta benissimo, ha trascorso la notte all'addiaccio senza problemi e, sulla via del ritorno, fa una capatina da Julie e la convince a vendere a lui, anziché a uno degli altri due, la sua proprietà terriera.
Di ritorno la seconda sera, viene intercettato dalla squadra di ricerca di Leech che, al rientro al ranch dei Terrill, lo accusa pubblicamente di essere un bugiardo per non voler ammettere di essersi perso. Patricia si aspetta che il fidanzato affronti a pugni Leech ma McKay ritiene di non avere nulla da dimostrare, non accetta le provocazioni di Leech e rifiuta di battersi in pubblico. Viene così  giudicato un vigliacco dalla fidanzata che non capisce il suo modo di pensare, uomini si è dentro senza la necessità di fare esibizioni. La mattina dopo McKay lascia il ranch per una pausa di riflessione sul suo matrimonio, ma prima si reca da Leech e, senza pubblico, lo sfida a fare a pugni. La filosofia di James McKay è che non gli importa quello che la gente possa pensare di lui, un uomo se ha qualcosa da dimostrare lo fa solo con sé stesso e con il diretto interessato. I due si battono a lungo finché Leech non apprezza il valore del rivale.
I rapporti fra gli Hannassey e i Terrill precipitano dopo che gli uomini del maggiore hanno cacciato le mandrie dei primi dal rio di Julie (che però ora è di McKay, ma questo lo sa solo l'ufficiale del catasto che ha registrato in paese il contratto di cessione). Rufus Hannassey ordina ai figli di andare a prelevare Julie (Buck gli ha fatto credere che la maestra ha un debole per lui) per fargli sposare il figlio o, in alternativa, obbligarla a vendere a lui le terre e ottenere l'acqua che gli serve. Ma gli va tutto storto: scopre che il figlio gli aveva mentito e Julie non ha intenzione di sposarlo. Inoltre Julie non è più proprietaria della terra contesa, avendola venduta a James McKay. Nel frattempo, informato del rapimento di Julie, il maggiore Terrill raduna i suoi uomini per andarla a liberare e chiudere una volta per tutte i conti con gli odiati vicini. Ma il ranch degli Hannassey è nascosto in una valle che si raggiunge solo attraversando un lungo e stretto canyon sulle pareti del quale pochi uomini ben appostati e armati possono bloccare un esercito.
Mentre il maggiore discute con Leech la tattica da seguire, li raggiunge McKay che, come nuovo proprietario delle terre di Julie, vuole intervenire per far ragionare Rufus Hannassey e impedire a Terrill di andare avanti con la sua vendetta personale, essendo il rapimento di Julie un nuovo pretesto per la sua guerra contro gli Hannassey. Giunto di fronte a Rufus lo rassicura che le sue mandrie avranno tutta l'acqua di cui hanno bisogno e gli chiede di liberare Julie. Purtroppo la situazione degenera perché Rufus detesta Terrill e l'odio tra i due è insanabile. Buck tra l'altro provoca James affermando che Julie è lì per stare con lui e i due vengono alle mani. Quando Buck sta per sparare a James che è disarmato, Rufus, che disprezza questa vigliaccheria e ritiene il figlio uno smidollato, stabilisce che la questione tra i due va risolta con un duello. Carica due pistole con un unico colpo e dichiara che chi infrangerà le regole e sparerà prima del segnale verrà ucciso da lui stesso. Buck, da vigliacco, spara prima dell'ordine "fuoco" ma manca il colpo e quando tocca a James, corre a nascondersi. James spara a terra volutamente e Buck, frustrato, strappa la rivoltella a un cowboy e sta per uccidere James McKay, ma il padre è più svelto e spara al proprio figlio.
James e Julie lasciano il ranch degli Hannassey, ma al maggiore non importa che Julie sia salva e decide comunque di attaccare. Dopo un iniziale conflitto a fuoco gli uomini di entrambi gli schieramenti smettono di sparare e Rufus Hannassey sfida il maggiore Terrill a regolare i loro conti uno contro l'altro. Il duello finale fra i due ostinati rancheros si conclude con la morte di entrambi.

## Produzione
Basato su un romanzo di Donald Hamilton, uscito a puntate sul Saturday Evening Post, il copione fu riscritto ben quattro volte prima dell'inizio delle riprese. Il film rappresentò il debutto di Gregory Peck come produttore, oltre che come attore. Peck, che aveva sempre selezionato con molta cura i soggetti da interpretare, aveva deciso che era ora di garantirsi un maggior controllo sulle pellicole, sia dal punto di vista artistico che commerciale e, data la stretta amicizia che lo legava a William Wyler (anche lui produttore, oltre che regista), si aggiudicò il ruolo di protagonista. Charlton Heston aveva protestato per poter essere lui a interpretare il ruolo di Jim, e Wyler, per convincerlo a lavorare ugualmente ma nel ruolo dell'antagonista Steve, gli promise il ruolo principale del suo film successivo, Ben Hur, che era in avanzata preparazione a Roma.
Le scene del canyon furono riprese nel Deserto del Mojave in California, mentre le scene del ranch furono ambientate nella Sierra Nevada nei pressi della città di Farmington.
Distribuito dall'United Artists, il film uscì nelle sale cinematografiche USA il 1º ottobre 1958. In Italia venne distribuito a partire dal 28 marzo 1959.

## Riconoscimenti
- 1959 - Premio Oscar
  - Miglior attore non protagonista a Burl Ives
  - Nomination Miglior colonna sonora a Jerome Moross
- 1959 - Golden Globe
  - Miglior attore non protagonista a Burl Ives
- 1960 - Premio BAFTA
  - Nomination Miglior film a William Wyler